# Parigi-Corrèze 2010
La Parigi-Corrèze 2010, decima edizione della corsa, si svolse dal 4 al 5 agosto 2010 su un percorso di 364 km ripartiti in 2 tappe, con partenza da Contres e arrivo a Chaumeil. Fu vinta dal francese Mickaël Buffaz della Cofidis davanti al belga Gianni Meersman e al francese Johan Le Bon.

## Tappe
| Tappa  | Data     | Percorso                          | km    | Vincitore di tappa | Leader cl. generale |
| ------ | -------- | --------------------------------- | ----- | ------------------ | ------------------- |
| 1ª     | 4 agosto | Contres > Saint-Léonard-de-Noblat | 206,5 | Mickaël Buffaz     | Mickaël Buffaz      |
| 2ª     | 5 agosto | Malemort > Chaumeil               | 157,3 | Arthur Vichot      | Mickaël Buffaz      |
| Totale | Totale   | Totale                            | 364   |                    |                     |

## Dettagli delle tappe

### 1ª tappa
- 4 agosto: Contres > Saint-Léonard-de-Noblat – 206,5 km

| Pos. | Corridore       | Squadra  | Tempo    |
| ---- | --------------- | -------- | -------- |
| 1    | Mickaël Buffaz  | Cofidis  | 5h30'23" |
| 2    | Gianni Meersman | FDJ      | a 11"    |
| 3    | Johan Le Bon    | Bretagne | a 16"    |

| Pos. | Corridore       | Squadra  | Tempo    |
| ---- | --------------- | -------- | -------- |
| 1    | Mickaël Buffaz  | Cofidis  | 5h30'23" |
| 2    | Gianni Meersman | FDJ      | a 11"    |
| 3    | Johan Le Bon    | Bretagne | a 16"    |

### 2ª tappa
- 5 agosto: Malemort > Chaumeil – 157,3 km

| Pos. | Corridore       | Squadra      | Tempo    |
| ---- | --------------- | ------------ | -------- |
| 1    | Arthur Vichot   | FDJ          | 4h05'35" |
| 2    | Jonathan Hivert | Saur-Sojasun | s.t.     |
| 3    | Gianni Meersman | FDJ          | s.t.     |

| Pos. | Corridore       | Squadra  | Tempo    |
| ---- | --------------- | -------- | -------- |
| 1    | Mickaël Buffaz  | Cofidis  | 9h35'58" |
| 2    | Gianni Meersman | FDJ      | a 11"    |
| 3    | Johan Le Bon    | Bretagne | a 21"    |

## Classifiche finali

### Classifica generale
| Pos. | Corridore         | Squadra           | Tempo    |
| ---- | ----------------- | ----------------- | -------- |
| 1    | Mickaël Buffaz    | Cofidis           | 9h35'58" |
| 2    | Gianni Meersman   | FDJ               | a 11"    |
| 3    | Johan Le Bon      | Bretagne-Schuller | a 21"    |
| 4    | Jérémie Galland   | Saur-Sojasun      | a 30"    |
| 5    | Mikael Cherel     | FDJ               | a 35"    |
| 6    | Ben Gastauer      | Ag2r-La Mondiale  | s.t.     |
| 7    | Bert Scheirlinckx | Landbouwkrediet   | a 41"    |
| 8    | Laurent Pichon    | Bretagne-Schuller | a 46"    |
| 9    | Jonathan Hivert   | Saur-Sojasun      | s.t.     |
| 10   | Kristof Goddaert  | Ag2r-La Mondiale  | s.t.     |